# Phytocoris berbericola
Phytocoris berbericola är en insektsart som beskrevs av Stonedahl 1988. Phytocoris berbericola ingår i släktet Phytocoris och familjen ängsskinnbaggar. Inga underarter finns listade i Catalogue of Life.